# Geoffroy-erszényesnyest
A geoffroy-erszényesnyest (Dasyurus geoffroii)  az emlősök (Mammalia) osztályának az erszényes ragadozók (Dasyuromorphia) rendjéhez, ezen belül az erszényesnyestfélék (Dasyuridae) családjához tartozó faj.

## Elterjedése
Korábban Ausztrália szerte széles körben elterjedt faj volt. Mára egy kis létszámú maradék állománya maradt több széttöredezett populációban Nyugat-Ausztrália délnyugati részén. Emiatt a Természetvédelmi Világszövetség Vörös Listáján a „veszélyeztetett” kategóriában szerepel.

## Megjelenése
29-65 centiméteres testhosszával a nagyobb termetű fajok közé tartozik.

## Életmódja
A geoffroy-erszényesnyest éjjel aktív és magányos.Táplálékát kisgerincesek,  ízeltlábúak képezik, de a dögöt sem veti meg.

## Fordítás
- Ez a szócikk részben vagy egészben  a   Western Quoll című angol Wikipédia-szócikk fordításán alapul.  Az eredeti cikk szerkesztőit annak laptörténete sorolja fel. Ez a jelzés csupán a megfogalmazás eredetét és a szerzői jogokat jelzi, nem szolgál a cikkben szereplő információk forrásmegjelöléseként.